# Maitland Ward
Maitland Ward, pseudonimo di Ashley Maitland Welkos (Long Beach, 3 febbraio 1977), è un'attrice pornografica, modella e attrice televisiva statunitense.
Ha interpretato Rachel McGuire in Crescere, che fatica! e Jessica Forrester in Beautiful. Nel 2019 è passata dalla recitazione tradizionale alla recitazione in film pornografici.

## Biografia
Di origini inglesi, tedesche e norvegesi, il 21 ottobre 2006 ha sposato l'agente immobiliare Terry Baxter; la coppia ha vissuto per due anni a New York, dove Ward ha studiato scrittura e sceneggiatura presso l'Università di New York. Nel 2009 si è trasferita a Los Angeles insieme al marito ed ha proseguito gli studi all'Università della California.

### Attrice televisiva (1994-2007)
Nel 1994, mentre era ancora al liceo, ha debuttato ufficialmente come attrice nella soap opera Beautiful  interpretando il personaggio di Jessica Forrester; Ward ha scelto di utilizzare il nome Maitland al posto di quello di Ashley poiché le fu detto di cambiarlo in quanto quest'ultimo era considerato troppo banale. Per questa sua interpretazione, nel 1995 ha vinto lo Young Artist Award per la migliore interpretazione da parte di una giovane attrice all'interno di una serie televisiva diurna ed una nomination nella categoria migliore giovane attrice debuttante in una soap opera del Soap Opera Digest Awards. Ha recitato nel ruolo della Forrester fino al 1996.
Nel 1997 ha fatto parte, insieme a Jay Thomas e Mario López, del cast del film televisivo L'ultima lezione del professor Griffin. Nel 1998 ha avuto la parte di Tina nella serie televisiva USA High e di Eleanor nella settima stagione di Quell'uragano di papà; nello stesso anno Ward è entrata a far parte del cast fisso della serie televisiva Crescere, che fatica! con il ruolo di Rachel McGuire.
Nel 2000 ha recitato insieme a Brian Dennehy e Sean Astin nel film indipendente americano Dish Dogs. Nel 2002 ha poi avuto la parte di Rachel Newman nella serie televisiva Boston Public e nel 2004 ha recitato nel film White Chicks la parte di Brittany Wilson. Nel 2005 ha interpretato il ruolo di Staci nella serie televisiva Out of Practice - Medici senza speranza. Nel 2007 ha avuto ruoli nella serie televisiva Le regole dell'amore e nella soap opera Febbre d'amore.

### Attività come cosplayer (2013-2017)
Dopo essersi ritirata dalla recitazione, Ward ha iniziato a dedicarsi al cosplay, partecipando a varie convention di fumetti. Nel 2014 ha partecipato al Comix Expo di Long Beach indossando un costume ispirato al bikini metallico della principessa Leila e suggerito da alcuni fotografi con cui ha lavorato. Ha inoltre interpretato, sempre come cosplayer, vari personaggi tra cui il personaggio dei fumetti Red Sonja. Ha partecipato anche ad alcune convention di fumetti con indosso un cosplay composto esclusivamente da pittura corporale.

### Attività come attrice pornografica (2019-)
Particolarmente attiva sui social media, dalla metà del 2013 Ward ha iniziato a pubblicare sue foto in topless su Snapchat e Instagram, ottenendo un ampio seguito su entrambe le piattaforme; sugli stessi profili, nell'aprile 2016 ha postato anche le sue prime foto di nudo, realizzate per la mostra Living Art in programma a Los Angeles.
Nel maggio 2019 ha firmato un contratto con l'agenzia di talenti per adulti Society 15; a tal proposito ha dichiarato di essere stata avvicinata dalla regista Kayden Kross e che la decisione di intraprendere la carriera da attrice pornografica, definita come un "drastico cambiamento di carriera" da alcuni media americani, è stata un qualcosa di naturale, che voleva comunque esplorare e fare. Ha tatuata una farfalla sulla spalla, un sole con la luna sulla schiena e un trifoglio sul pube.
In seguito al rilascio di Drive sul sito Deeper.com è apparsa in più scene porno aggiuntive rilasciate sullo stesso sito ed ha ribadito di considerare la sua transizione alla pornografia come una mossa imprenditoriale saggia, che le sta aprendo molte altre possibilità. Nel 2022 ha condotto la rassegna annuale degli XBIZ Awards, vincendo anche il premio come miglior attrice.

## Premi e riconoscimenti

### Attrice televisiva
Soap Opera Digest Awards
- 1995 - Candidata come migliore giovane attrice debuttante in una soap opera per Beautiful[7]

Young Artist Award
- 1995 - Vincitrice del premio come migliore giovane attrice debuttante in una soap opera per Beautiful[2]
- 1996 - Candidata per la miglior interpretazione di una giovane attrice in una serie TV drammatica per Febbre d'amore[22]

### Attrice pornografica
AVN Awards
- 2020 - Best Supporting Actress per Drive[23]
- 2020 - Best Three-Way Sex Scene (G/G/B) per Drive con Ivy Lebelle e Manuel Ferrara[23]
- 2020 - Favorite Camming Cosplayer (Fan Award)[23]
- 2021 - Best BDSM Movie or Anthology per Mistress Maitland[24]
- 2021 - Best Boy/Girl Sex Scene per Higher Power (f. Mistress Maitland) con Pressure[24]
- 2021 - Best Leading Actress per Muse[24]
- 2023 - Best Leading Actress per Drift[25]
- 2024 - Best Actress - Feauturette per My DP 6[26]
- 2025 - Best Actress - Feauturette per The Predatory Woman 2[27]

Nomination
- 2021 - Candidatura per Best Group Sex Scene per Muse con Adriana Chechik, Isiah Maxwell & Sly Diggler[28]
- 2022 - Candidatura per Best Anal Sex Scene per Muse: Continuum, Muse Season 1 Director’s Cut con Manuel Ferrara[28]
- 2022 - Candidatura per Best Foursome/Orgy Sex Scene per Teeth, Mistress Maitland 2 con April Olsen, Jasmine Willde, Lulu Chu e Isiah Maxwell[28]
- 2022 - Candidatura per Best Gangbang Scene per Break the Cycle, Muse Season 2 con Will Pounder, Rob Piper, Alex Jones e Danny Mountain[28]
- 2022 - Candidatura per Best Leading Actress per Muse Season 2[28]

XBIZ Awards
- 2020 - Best Actress - Feature Movie per Drive[29]
- 2020 - Best Scene - Feature Movie per Drive con Ivy Lebelle e Manuel Ferrara[29]
- 2020 - Crossover Star of the Year[29]
- 2021 - Best Acting — Lead per Muse[30]
- 2021 - Best Sex Scene — Feature Movie per Muse con Adriana Chechik, Isiah Maxwell e Sly Diggler[30]
- 2022 - Performer of the Year[31]
- 2022 - Best Acting — Lead per Muse 2[31]
- 2023 - Best Sex Scene - Feauture Movie per Drift con Mick Blue e Seth Gamble[32]
- 2025 - Best Acting — Lead per American MILF[33]
- 2025 - Best Sex Scene - Comedy Movie per American MILF con Christy Canyon, Serenity Cox, Brandi Love, Phoenix Marie e Jason Luv[34]

Nomination
- 2020 - Candidatura per Best New Starlet[35]
- 2021 - Candidatura per Female Performer of the Year[36]
- 2021 - Candidatura per Best Acting — Lead per Mistress Maitland[36]
- 2021 - Candidatura per Best Acting — Lead per Muse[36]
- 2021 - Candidatura per Best Sex Scene — Feature Movie per Mistress Maitland con Pressure[36]
- 2021 - Candidatura per Premium Social Media Star of the Year[36]
- 2022 - Candidatura per Best Sex Scene — Feature Movie per Muse 2 con Will Pounder, Danny Mountain, Rob Piper e Alex Jones[37]
- 2022 - Candidatura per Best Sex Scene — Performer Showcase per Mistress Maitland 2 con Lulu Chu, April Olsen, Jasmine Wilde e Isiah Maxwell[37]
- 2022 - Candidatura per Premium Social Media Star of the Year[37]

XBIZ Cam Awards
- 2020 - Vincitrice per Best Premium Social Media Star — Female[38]

Nomination
- 2021 - Best Female Premium Social Media Star[39]

XRCO Award
- 2021 - Best Actress per Muse 1[40]
- 2022 - Best Actress per Muse 2[41]
- 2023 - Best Actress per Drift[42]

Nomination
- 2020 - Candidatura per Best Actress per Drive[43]
- 2020 - Candidatura per New Starlet of the Year[43]
- 2021 - Candidatura per Personal Favorite[44]

XCritic Awards
- 2020 - Vincitrice per Best Actress per Muse[45]
- 2021 - Vincitrice per Best Actress per Muse 2[46]

Nomination
- 2020 - Candidatura per Best Female Performer[47]

Spank Bank Awards
- 2020 - Vincitrice per Ravishing Redhead of the Year[48]
- 2020 - Vincitrice per Threesome Savant of the Year[48]

Nomination
- 2020 - Candidatura per America's Porn Sweetheart[49]
- 2020 - Candidatura per Best Eyes[49]
- 2020 - Candidatura per Best Supporting Mattress Actress[49]
- 2020 - Candidatura per Big Dick Adventurist of the Year[49]
- 2020 - Candidatura per Customs/Clips Specialist of the Year[49]
- 2020 - Candidatura per Instagram Girl of the Year[49]
- 2020 - Candidatura per Master of Missionary[49]
- 2020 - Candidatura per Mattress Actress of the Year[49]
- 2020 - Candidatura per Newcummer of the Year[49]
- 2020 - Candidatura per Phenomenal Pussy of the Year[49]
- 2020 - Candidatura per Porn's 'It' Girl[49]

Fleshbot Awards (Straight)
- 2020 - Vincitrice per Best Social Media Personality[50]

Nomination
- 2020 - Candidatura per Female Performer of the Year[51]
- 2021 - Candidatura per Female Performer of the Year[52]
- 2021 - Candidatura per Best Anal Scene per Mistress Maitland 2: Safety In Numbers con Emily Willis e Mick Blue[52]
- 2021 - Candidatura per Best Group Sex Scene per Mistress Maitland 2 con Kayden Kross e Troy Francisco[52]

Fleshbot Awards (Trans)
- 2021 - Candidatura per Best Group Sex Scene per Muse 2 con Aubrey Kate, Destiny Cruz e Pierce Paris[52]

NightMoves Awards
- 2020 - Candidatura per Best Actress[53]
- 2021 - Candidatura per Best Actress[54]

AltPorn Awards
- 2020 - Vincitrice per Fan Favorite Cosplay Cam[55]

Nomination
- 2020 - Candidatura per Best Cosplay Cam[56]
- 2021 - Candidatura per Best Female Performer of the Year[57]

## Filmografia

### Cinema
- Incontro fatale (A Bold Affair), regia di Rick Jacobson (1999)
- Dish Dogs, regia di Robert Kubilos (2000)
- White Chicks, regia di Keenen Ivory Wayans (2004)

### Televisione
- Beautiful - serie TV, 129 episodi (1994-1996) - Ruolo: Jessica Forrester
- L'ultima lezione del professor Griffin (Killing Mr. Griffin), regia di Jack Bender – film TV (1997)
- USA High - serie TV, episodio 1x42 (1998)
- Quell'uragano di papà (Home Improvement) - serie TV, episodio 7x12 (1998)
- Crescere, che fatica! (Boy Meets World) - serie TV, 45 episodi (1998-2000)
- Boston Public - serie TV, episodio 2x21 (2002)
- Out of Practice - Medici senza speranza (Out of Practice) - serie TV, episodio 1x01 (2005)
- Le regole dell'amore (Rules of Engagement) - serie TV, episodio 1x03 (2007)

### Filmografia pornografica parziale
- When Superstars Collide (2019)
- Cosplay Queen (2019)
- Order of Termination (2019)
- Lesbian Superstars (2019)
- Bedroom Fun (2019)
- Car fun the sequel (2019)
- Cooking (2019)
- Double Dildo (2019)
- Flintstones (2019)
- Gotham Girls (2019)
- Gotham Girls: Jayden, Molly and Maitland (2019)
- Hot Wax Drip Candles w/Maitland Ward (2019)
- Hotel Room Fun (2019)
- I Control Maitland Ward's 1st Sybian (2019)
- I Go Down On Maitland Ward (2019)
- I Massage Maitland Ward (2019)
- Maitland Ward Massages Molly + Fingering (2019)
- Maitland Ward Spanks Me Hard (2019)
- Me and Maitland (2019)
- New Years (2019)
- Public Car Fun (2019)
- Pussyeating Party (2019)
- School Girls (2019)
- Sleepover Party (2019)
- Strap On Threesome (2019)
- Swanky Haky Panky ft. Maitland Ward (2019)
- Strap on Threeway Preview (2019)
- Black and Red (2019)
- Raw 38 (2019)
- Maitland Ward With Karma RX and Isiah Maxwell Threesome Fun (2019)
- Poison Ivy Parody (2019)
- This Is Not Spider-Man Far From Home XXX Parody (2019)
- Demanding Terms (2019)
- Denial (2019)
- Higher Power (2019)
- Drive (2019)
- Wet And Wild (2019)
- Unprofessional (2019)
- We All Do It, Too (2019)
- Showgirl (2020)
- Poolside Affairs (2020)
- Being Shared (2020)
- Secretary (2019)
- Mistress Maitland 2 (2021)
- Mistress Maitland 2: Delegate (2021)
- Mistress Maitland 2: Overtaken (2021)
- Mistress Maitland 2: Safety In Numbers (2021)
- Mistress Maitland 2: Teeth (2021)
- Muse 2 Episode 1: What We Are Missing (2021)
- Muse 2 Episode 2: Every Behavior Meets a Need (2021)
- Muse 2 Episode 3: What We Have Lost (2021)
- Muse 2 Episode 4: Another's Good (2021)
- Muse 2 Episode 5: Break the Cycle (2021)
- Muse Season 2 (2021)
- Sex Without Love (2022)
- American MILF (2024)

## Doppiatrici italiane
- Barbara De Bortoli in Crescere, che fatica!
- Eleonora De Angelis in White Chicks
- Ilaria Stagni in Beautiful